# Sungai Sialang Hulu
Sungai Sialang Hulu is een bestuurslaag in het regentschap Rokan Hilir van de provincie Riau, Indonesië. Sungai Sialang Hulu telt 1017 inwoners (volkstelling 2010).